# پنیسیلیوم روکوفورتی
پنی سیلیوم روکوفورتی یک قارچ ساپروتروف رایج در جنس پنی سیلیوم است. به طور گسترده در طبیعت، می توان آن را از خاک، مواد آلی در حال پوسیدگی و گیاهان جدا کرد.
عمده‌ترین کاربرد صنعتی این قارچ تولید پنیرهای آبی ، مواد طعم‌دهنده، ضد قارچ‌ها، پلی‌ساکاریدها ، پروتئازها و سایر آنزیم‌ها است. این قارچ  در ترکیب پنیرهای روکفور ، استیلتون ، آبی دانمارکی ، کابرالس ، گورگونزولا و سایر پنیرهای آبی وجود دارد. سایر پنیرهای آبی با پنی سیلیوم گلوکوم ساخته می شوند.

## طبقه بندی

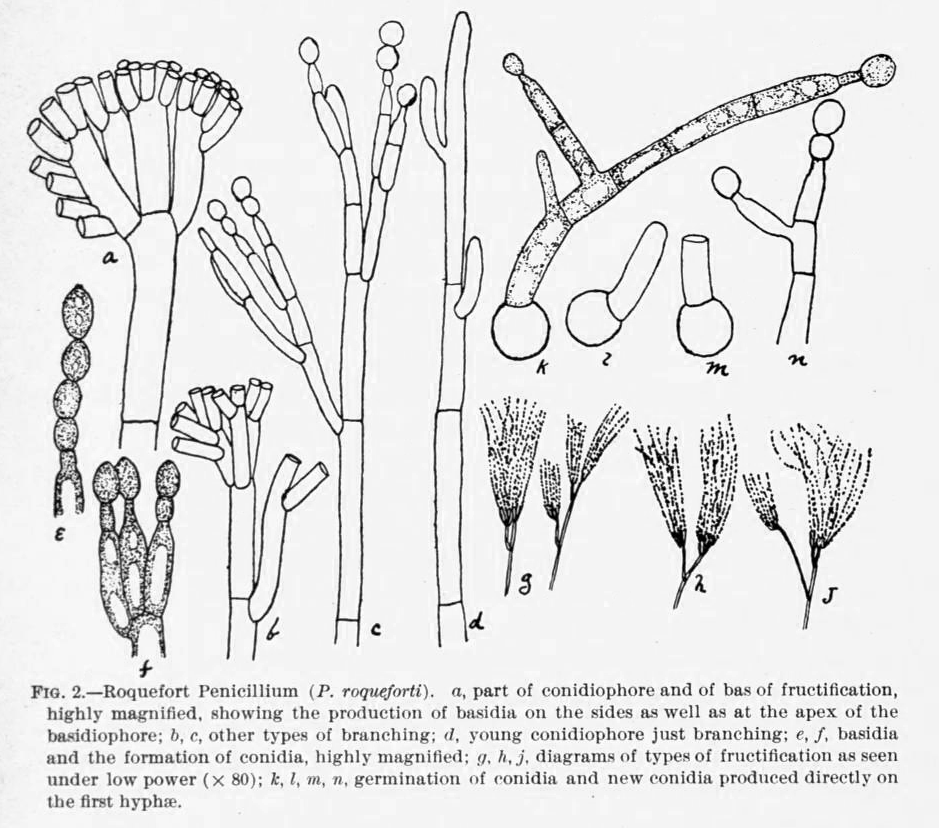
تصویر بالا ساختارهای میکروسکوپی تولید مثل غیرجنسی قارچ پنیسیلیوم روکوفورتی (Penicillium roqueforti) را نشان می‌دهد، از جمله کنیدیوفورها، کنیدی‌ها و نحوه جوانه‌زنی آن‌ها.

اولین بار توسط قارچ شناس آمریکایی چارلز تام در سال ۱۹۰۶ کشف شد ، پی روکفورتی‌ها در ابتدا یک گونه ناهمگن از قارچ های سبز آبی و هاگ زا بود. آنها بر اساس تفاوت های فنوتیپی به گونه های مختلف گروه بندی شدند، اما بعداً توسط کنث بی رپر و  تام در ۱۹۴۹ در یک گونه ترکیب شدند. P پی روکفورتی ها در ۱۹۹۶ با آنالیز مولکولی روی زنجیره دی ان ای طبقه بندی شدند این گروه در سازی استفاده میشوند و توالی ژنی آنها در ۲۰۱۴ کامل شد. توالی کامل ژنوم  در سال 2014 منتشر شد.

## شرح
از آنجایی که این قارچ اجسام میوه‌دهی قابل مشاهده را تشکیل نمی‌دهد، توصیف‌ها بر اساس ویژگی‌های ماکرومورفولوژیک کلنی‌های قارچی در حال رشد در محیط‌های مختلف آگار استاندارد و ویژگی‌های میکروسکوپی است. وقتی روی آگار اتولیز مخمر Czapek یا آگار ساکارز عصاره مخمر (YES) رشد می‌کند، کلنی P. roqueforti معمولاً 40 است. میلی متر به قطر، قهوه ای زیتونی تا سبز مات (سبز تیره تا سیاه در سمت عقب صفحه آگار)، با بافتی مانند. کلنی ها در آگار عصاره مالت رشد کرده اند 50 عدد میلی متر قطر، به رنگ سبز مات (بژ تا سبز مایل به خاکستری در سمت عقب)، با حاشیه های کلونی عنکبوتیه (با الیاف تار عنکبوت مانند). یکی دیگر از ویژگی های مورفولوژیکی مشخصه این گونه، تولید اسپورهای غیرجنسی در فیالیدها با پیکربندی برس شکل متمایز است.
شواهدی برای مرحله جنسی در P. roqueforti پیدا شده است که تا حدی بر اساس وجود ژن های عملکردی از نوع جفت گیری و بسیاری از ژن های مهم شناخته شده در میوز است. در سال 2014، محققان القاء رشد ساختارهای جنسی در P. roqueforti ، از جمله آسکوگونیا ، کلیستوتسیا و آسکوسپورها . تجزیه و تحلیل ژنتیکی و مقایسه بسیاری از سویه های مختلف جدا شده از محیط های مختلف در سراسر جهان نشان می دهد که این گونه از نظر ژنتیکی متنوع است.
P. roqueforti به عنوان یکی از رایج ترین قارچ های فساد سیلو شناخته شده است. همچنین یکی از چندین قارچ مختلف است که می تواند نان را خراب کند.

## استفاده
عمده‌ترین کاربرد صنعتی این گونه، تولید پنیرهای آبی است،

## همچنین ببینید
- Amaurodon caeruleocaseus ، قارچی که پس از پنیر آبی نامگذاری شده است
- فهرست گونه های <i id="mwxw">پنی سیلیوم</i>

## لینک های خارجی
این مقاله بر اساس متنی است که در اصل از گزارش آژانس حفاظت از محیط زیست ایالات متحده تهیه شده است.